# 李思孝 (萬曆進士)
李思孝（1561年—？），字纯甫，號百原，直隶大名府東明縣人。明朝政治人物、進士出身。

## 生平
嘉靖辛酉（1561年）三月初四日生。万历十三年（1585年）乙酉科順天府鄉試舉人，十七年（1589年）己丑科三甲一百四十九名进士，兵部觀政，授山東昌樂縣知縣，二十三年行取江西道監察御史，巡视東城，本年遼東巡按，二十六年巡关，二十七年巡视西城、北城，本年巡按陕西，二十九年巡按淮揚，三十一年巡视京通二仓，三十二年升添注太僕寺少卿，三十七年六月升都察院右佥都御史、巡撫河南，四十年回籍，卒赠兵部左侍郎。所著有《绿雨亭稿》二卷、《中州奏议》十三卷。

## 家族
曾祖李月。祖父李昇。父李儀。妻子甄氏，封恭人。